# Самбуєва Катерина Балданівна
Катерина Балданівна Самбуєва (нар. 5 грудня 1949, Улан-Уде) — радянська і бурятська артистка балету, балетмейстер. Народна артистка РРФСР (1988).

## Життєпис
Катерина Самбуєва народилася 5 грудня 1949 року в Улан-Уде. У 1961 році вступила до Бурятського хореографічного училища (педагог З. Тижеброва). Після закінчення училища з 1967 року займалася у класі удосконалення Ленінградського хореографічного училища (педагог Наталія Дудинська). У 1969 році повернулася до Улан-Уде і вступила до балетної трупи Бурятського державного театру опери та балету. Успішно танцювала у класичних, національних та сучасних балетах. Часто виступала в парі з Юрієм Муруєвим. Виступала із гастролями за кордоном. Серед основних її партій: Одетта-Оділлія, Жизель, Пахіта, Есмеральда, Кітрі, Раймонда, Ангара, Марія, Зарема, принцеса Ширін, Мехмене Бану, Гаяне, Нуне, Клеопатра, Фрігія, Джульєтта, Єва, Канделос, Нуріда, Ампаро в «Іспанських мініатюрах», Ліза в «Марної обережності». Виконала роль Аннуїр у фільмі «Земля Санникова».
1982 року стажувалася в Ленінградському театрі опери та балету імені С. М. Кірова. У 1989 році з відзнакою закінчила заочне відділення ГІТІСу. Викладала в Улан-Уденському хореографічному училищі, у 1994—1997 роках була його художнім керівником. У 1999 році стала художнім керівником та педагогом-репетитором балетної трупи Бурятського державного академічного театру опери та балету. При ній у театрі було здійснено постановки:
- «Арлекінада» Г. Доніцетті,
- «Копелія» Л. Деліба,
- «Собор Паризької богоматері» Ц. Пуні,
- «Руслан та Людмила» М. Глінки,
- «Лебедине озеро» П. Чайковського,
- «Ганна на шиї» В. Гавриліна,
- «Буратіно» В. Бочарова,
- «Король вальсу» І. Штрауса,
- «Ромео та Джульєтта» С. Прокоф'єва,
- «Карміна Бурана» К. Орфа,
- «Франческа та Ріміні» П. Чайковського,
- «Макбет» К. Молчанова,
- балет «Юкі».

У 2013 році Катерина Самбуєва стала головним балетмейстером Державного театру опери та балету Республіки Комі .

### Фільмографія
| Рік  |   | Назва           | Роль              |    |
| ---- | - | --------------- | ----------------- | -- |
| 1972 | ф | Земля Санникова | Аннуїр, онкілонка | ру |

## Нагороди
- Народна артистка РРФСР (1988)[1]
- Заслужена артистка РРФСР (1983)[1]
- Народна артистка Бурятської АРСР (1979)[1]
- Лауреатка Державної премії Республіки Бурятія[1]
- Лауреатка XI Всесвітнього фестивалю молоді та студентів у Гавані (Куба)[1]
- Дипломантка Всесоюзного огляду молодих артистів балету[1]
- Почесні грамоти Президента, Уряду та Міністерства культури Республіки Бурятія[1]
- Медаль Агвана Доржієва (2010, Бурятія)[2]
- Медаль Дружби В'єтнаму[1]
- Почесні знаки Португалії та Монголії[1]